# Sadao Sei
Sadao Sei (清 貞雄, Sei Sadao)  est un astronome japonais, découvreur de l'astéroïde (2909) Hoshi-no-ie le 9 mai 1983.